# 안할트

안할트 공국 지도

안할트(독일어: Herzogtum Anhalt)는 독일 중부에 있었던 주로, 1918년까지는 공국이었다. 면적은 2,299km2였고, 1905년 당시의 인구는 33만. 수도는 데사우 시에 두고 있었다.

국기
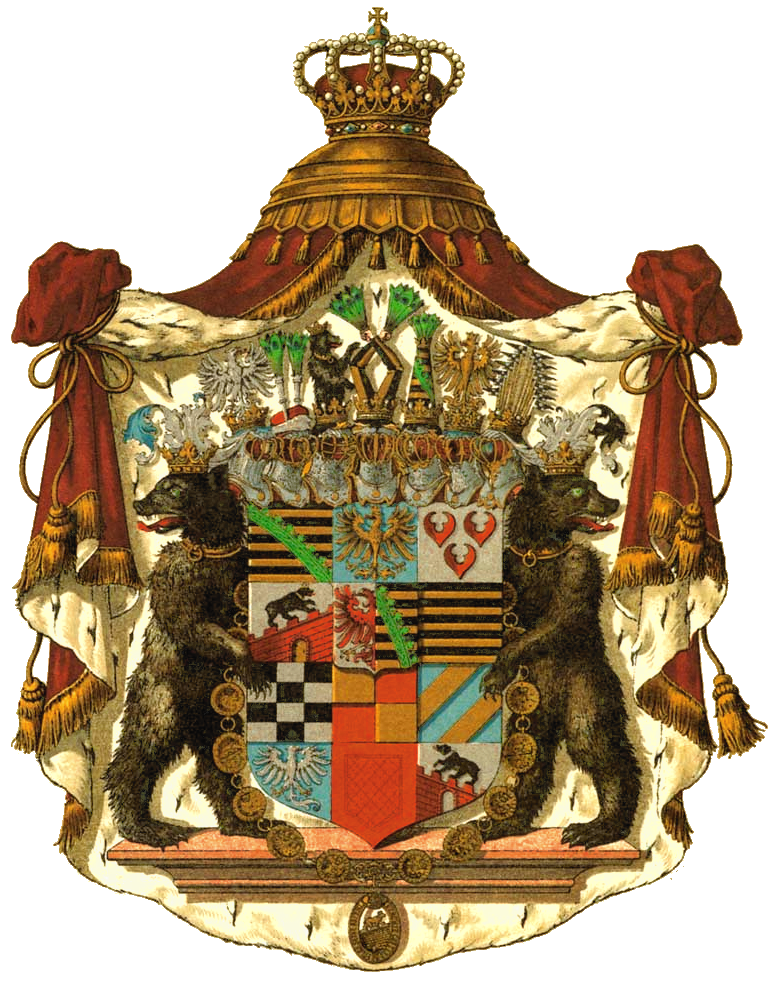
국장

## 역사
첫 번째로 통일된 안할트 공국은 1570년 신성 로마 제국 내에 수립되었다. 그러나 얼마가지 못하고, 1603년에는 5개의 소국으로 분할되었다. 1806년 나폴레옹이 안할트-베른부르크, 안할트데사우 및 안할트쾨텐을 공국으로 승격시켰다. 이들 공국들은 1863년 다시 하나로 통일되었다. 새 공국은 프로이센의 작센주를 사이에 두고 크게 동부와 서부로 나뉘어 있었고, 그 이외에 프로이센에 둘러싸인 다섯 개의 고립된 지역(알스레벤, 뮐링엔, 도른부르크, 괴트니츠, 틸커로데-압베로데)으로 이루어져 있었다. 1918년에는 자유주가 되어 바이마르 공화국의 한 주가 되었고, 2차 대전 후에 프로이센에 합쳐졌다가 곧 작센안할트 주의 일부가 되었다. (작센안할트주는 동독 치하에서 1952년 소멸되었으나, 독일 통일과 함께 부활됨.)

## 역대 군주
- 1863년 - 1871년 레오폴트 2세 (1794-1871)
- 1871년 - 1904년 프리드리히 1세 (1831-1904)
- 1904년 - 1918년 프리드리히 2세 (1856-1918)
- 1918년 에두아르트 (1861-1918)
- 1918년 요아킴 에른스트 (1901-1947)